# Hamelin (Allemagne)
Pour les articles homonymes, voir Hamelin.

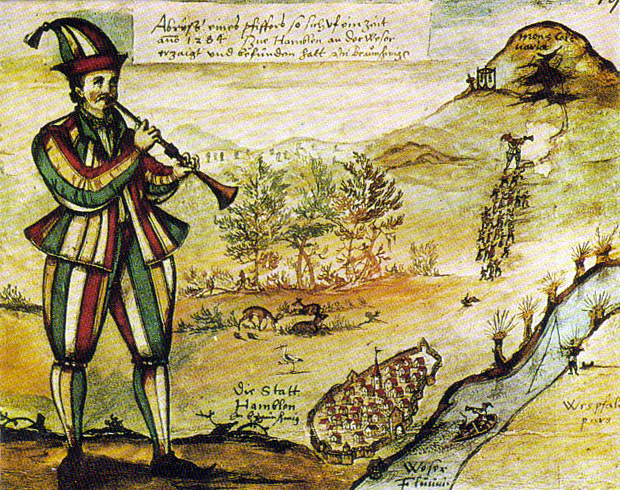
La plus vieille image connue du joueur de flûte de Hamelin.

Hamelin (en allemand Hameln) est une ville de Basse-Saxe, en Allemagne. Elle est la capitale d'arrondissement de Hamelin-Pyrmont.
La ville est célèbre pour la légende du joueur de flûte de Hamelin (désignée en allemand sous le nom de « Rattenfänger » : « L'attrapeur de rats »). La version écrite par les frères Grimm l'a rendue très populaire à travers le monde. Hamelin possède un vieux centre médiéval remarquablement préservé, mais l'attraction principale de la ville reste la légende qui y est attachée. Pendant l'été, celle-ci est jouée dans la ville par une troupe d'acteurs.

## Géographie
Hamelin se situe au sud-ouest de Hanovre, entre Herford et Hildesheim, au cœur du parc naturel Naturpark Weserbergland Schaumburg-Hameln. La rivière Hamel rejoint la Weser dans la ville. En 2016, sa population était de 56 310 habitants.

## Histoire
| Appartenances historiques Duché de Brunswick-Lunebourg 1268-1432 Principauté de Calenberg 1432-1692 Électorat de Brunswick-Lunebourg 1692-1807 Royaume de Westphalie 1807-1813 Royaume de Hanovre 1814-1866 Royaume de Prusse (Province de Hanovre) 1866-1918 République de Weimar 1918-1933 Reich allemand 1933-1945 Allemagne occupée 1945-1949 Allemagne 1949-présent |

Un monastère est fondé au début 851. Le village se développe dans les environs et obtient le statut de ville au XIIe siècle. L'événement qui donne vie à la légende du joueur de flûte est supposé s'être produit en 1284. Au XVe et au XVIe siècle, Hamelin est membre de la Hanse. La prospérité de la ville est apparue dès 1664, quand Hamelin devient une place forte des frontières de la principauté de Calenberg. La bataille de Hastenbeck se déroule le 26 juillet 1757. En 1867, la ville devient prussienne.
Hamelin est aussi une porte d'entrée du pays vallonné du Weserbergland (pays des collines de la Weser) tout proche, fréquenté par les randonneurs et les amateurs de VTT.
Après la Seconde Guerre mondiale, la ville est occupée par les unités de la 9e Armée américaine. La prison de Hamelin a été utilisée par les forces d'occupation britanniques pour emprisonner des criminels de guerre allemands. Plus de 200 d'entre eux y ont été pendus, dont Irma Grese et Josef Kramer.

## Subdivisions
- Afferde
- Hastenbeck
- Halvestorf
- Haverbeck
- Hilligsfeld (incluant Groß et Klein Hilligsfeld)
- Sünteltal (incluant Holtensen, Welliehausen et Unsen)
- Klein Berkel
- Tündern (pop. environ 2 000) ((de) Site Internet)
- Wehrbergen
- Rohrsen

## Population
- 1689 : 2 398
- 1825 : 5 326
- 1905 : 21 385
- 1939 : 32 000
- 1968 : 48 787
- 2003 : 58 902

## Personnalités
- Gerhard Wolter Molanus (1633-1722), théologien luthérien, né à Hamelin.
- Glückel von Hameln (1646-1724), commerçante juive, connue pour son journal intime.
- Gustav Selve (1842-1909), industriel, fondateur de la Selve Automobilwerke à Hamelin .
- Julius Wellhausen (1844-1918), théologien protestant, né à Hamelin.
- Raoul Clainchard (1920-1945), résistant français pendant la Seconde Guerre mondiale, détenu à la prison y est mort.

## Jumelages

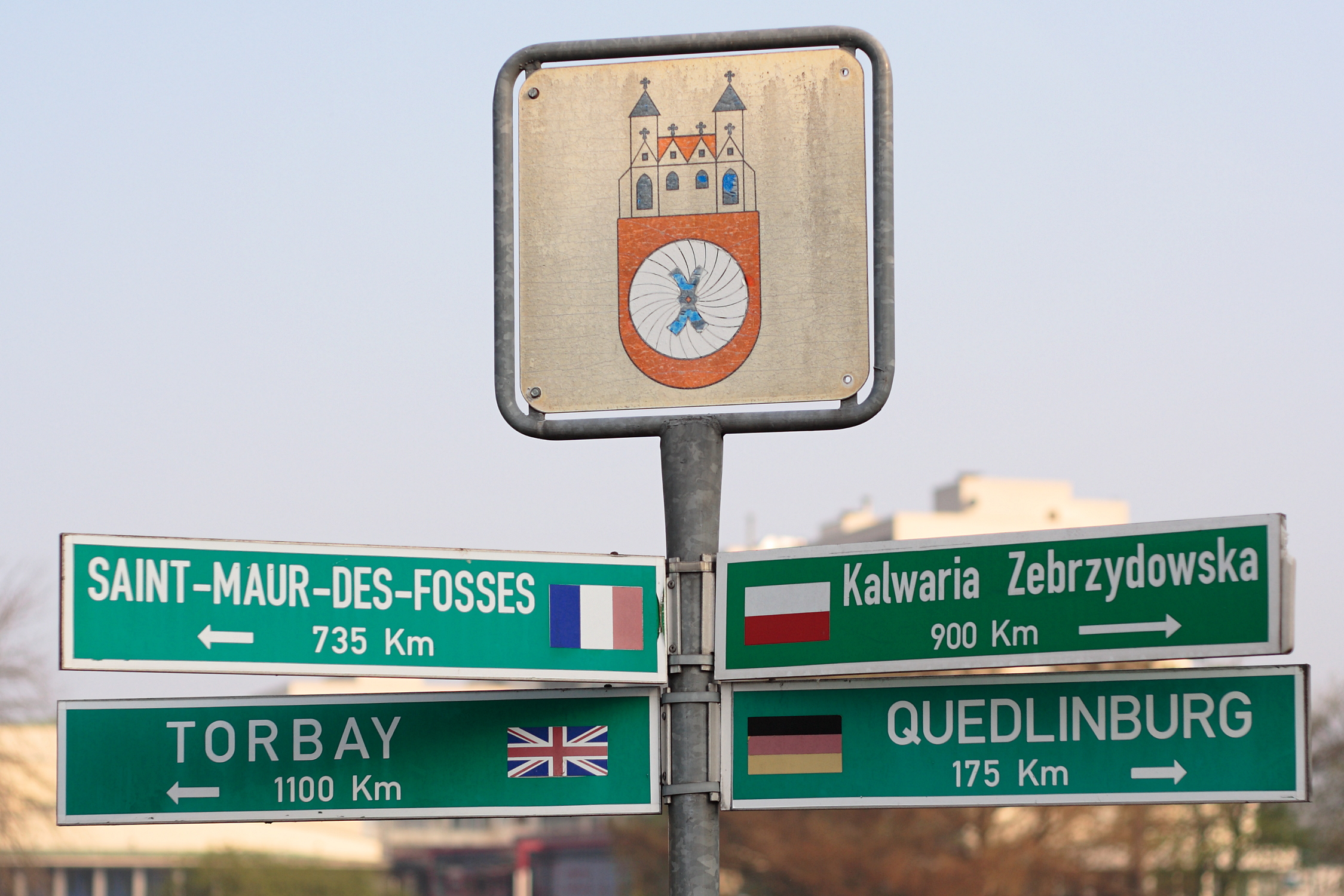
Répertoire des villes partenaires de Hamelin, sous les armoiries de la ville

- Saint-Maur-des-Fossés (France) depuis 1968
- Quedlinbourg (Allemagne)
- Torbay (Royaume-Uni)
- Kalwaria Zebrzydowska (Pologne)